# Eugenio Méndez Docurro
Eugenio Méndez Docurro är en ort i Mexiko.   Den ligger i kommunen Jesús Carranza och delstaten Veracruz, i den sydöstra delen av landet, 500 km sydost om huvudstaden Mexico City. Eugenio Méndez Docurro ligger 48 meter över havet och antalet invånare är 274.
Terrängen runt Eugenio Méndez Docurro är huvudsakligen platt, men åt sydväst är den kuperad. Runt Eugenio Méndez Docurro är det ganska glesbefolkat, med 23 invånare per kvadratkilometer. Närmaste större samhälle är Jesús Carranza, 5,4 km öster om Eugenio Méndez Docurro. Omgivningarna runt Eugenio Méndez Docurro är en mosaik av jordbruksmark och naturlig växtlighet.